# Les Chants de Maldoror
Les Chants de Maldoror (De gezangen van Maldoror) is een experimenteel en visionair prozagedicht uit 1868–1869 van de Frans-Uruguayaanse schrijver Comte de Lautréamont, pseudoniem van Isidore Ducasse. Het werk wordt beschouwd als een voorloper van het surrealisme en dadaïsme, en is bekend vanwege zijn duistere, groteske en opzettelijk provocerende stijl.
Het boek bestaat uit zes gezangen (*chants*) en volgt de antiheld Maldoror, een demonisch personage dat zich afzet tegen God, de mensheid en moraliteit. Sinds de herontdekking van het boek in de twintigste eeuw is het uitgegroeid tot een cultklassieker, en heeft het dichters, kunstenaars en muzikanten beïnvloed van André Breton en Salvador Dalí tot Current 93.

## Inhoud en thematiek
Les Chants de Maldoror bestaat uit zes 'gezangen' waarin het hoofdpersonage Maldoror als een soort poëtische anti-Christ optreedt. Hij is tegelijk verteller, monster en dichter. De tekst kent geen traditioneel verhaalverloop maar is opgebouwd uit hallucinante episodes, afgewisseld met lyrische beschrijvingen, geweldsscènes, filosofische paradoxen en surrealistische beelden.
Belangrijke thema’s zijn:
- Haat tegen God, mens en moraal;
- Seksuele perversie, marteling, zelfhaat;
- Esthetisering van geweld en gruwel;
- De zoektocht naar de oneindigheid, het sublieme en het absolute;
- Afwijzing van klassieke logica en literaire conventies.

Een bekend fragment uit het eerste gezang luidt:
"Hij is mooi als de toevallige ontmoeting op een ontleedtafel van een naaimachine en een paraplu."

## Publicatiegeschiedenis
De eerste gezangen verschenen in 1868 in Parijs. De volledige versie werd in 1869 uitgegeven door Balitout, Questroy et Cie, maar bleef grotendeels onbekend. Auteur Isidore Ducasse overleed korte tijd later, op 24-jarige leeftijd. Het boek werd pas herontdekt in de jaren 1910–1920 door dadaïsten en surrealisten zoals Philippe Soupault en André Breton.
In 1874 verscheen een tweede druk met kleine wijzigingen. Vanaf de jaren 1920 groeide de belangstelling voor Lautréamont, en het werk kreeg een iconische status binnen de avant-gardeliteratuur.

## Nederlandse vertalingen
Er bestaan vier volledige Nederlandse vertalingen van Les Chants de Maldoror:
- Johan Stärcke (1917): De zangen van Maldoror, Van Dishoeck (Bussum). Eerste volledige vertaling ter wereld. Klassiek, literair getrouw. Zeldzaam geworden.
- Nico Lijsen (1962): De zangen van Maldoror, De Bezige Bij / Athenaeum. Meest heruitgegeven vertaling. Moderniserend taalgebruik. Laatste herdruk 2016 (ISBN 9789025351564).
- René Sanders (2011): De zangen van Maldoror, Kelderuitgeverij (Utrecht). Zeer nauwkeurige, literaire vertaling met commentaar. (ISBN 9789079395002).
- Maldoror.com (2025): Twee moderne versies. Een op hedendaags Nederlands; een experimenteel hervertelling in straattaal onder de titel Maldoror's Straat-Flow. Beide vrij online beschikbaar, inclusief annotaties.

## Fragmentvergelijking
De openingszin van het eerste gezang in vier Nederlandse versies:
- Stärcke (1917): Moge de hemel willen dat de lezer, verhit en woedend als wat hij leest, zijn pad vindt door deze duistere moerassen...
- Lijsen (1962): Dat de hemel behage dat de lezer, opgehitst en woedend als wat hij leest...
- Sanders (2011): Moge de hemel het toestaan dat de lezer, geprikkeld en tijdelijk razend...
- Maldoror.com (2025): Yo, hoop dat de sky het dropt, dat de lezer, flex dapper en effe shaky als wat hij checkt, zijn dikke pad vindt...

## Receptie
De eerste Nederlandse vertaling van Johan Stärcke kreeg gemengde reacties (1917). Sommige critici prezen de durf, anderen verwierpen het boek als "duivels". In de jaren 1960–1990 werd het werk herontdekt door literaire tijdschriften zoals De Revisor. In de 21e eeuw kreeg het opnieuw aandacht door nieuwe vertalingen en queer-filosofische interpretaties.

## Invloed in Nederland
Lautréamont werd gelezen door onder andere Louis Paul Boon, Lucebert en Herbert de Vries. In de beeldende kunst maakte Guillaume Le Roy in 1977 een serie etsen bij het vierde gezang. In 2011 werd een nieuwe radiobewerking uitgezonden door VRT (B).